# Laccophilus chelinus
Laccophilus chelinus är en skalbaggsart som beskrevs av Guignot 1955. Laccophilus chelinus ingår i släktet Laccophilus och familjen dykare. Inga underarter finns listade i Catalogue of Life.